# Rhododendron calostrotum
Rhododendron calostrotum är en ljungväxtart som beskrevs av I. B. Balf. och F. K. Ward. Rhododendron calostrotum ingår i släktet rododendron, och familjen ljungväxter. Utöver nominatformen finns också underarten R. c. calciphilum.

## Bildgalleri

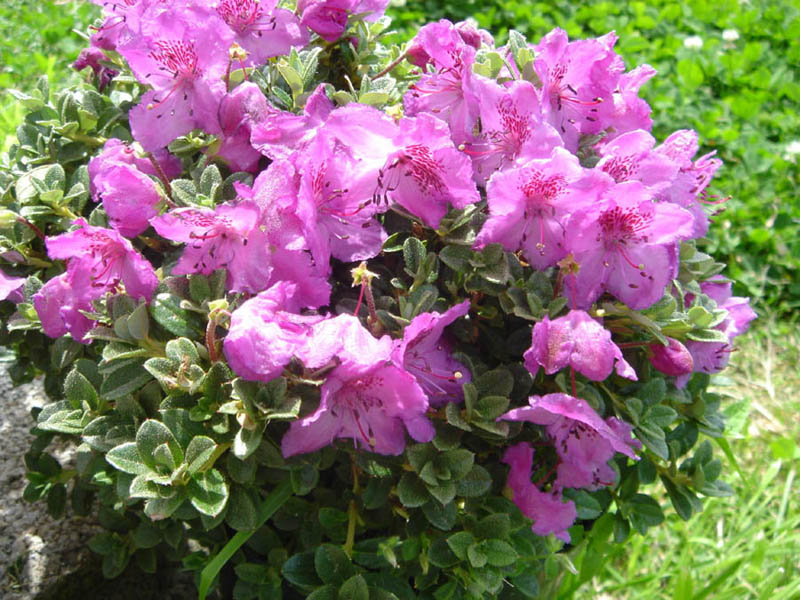
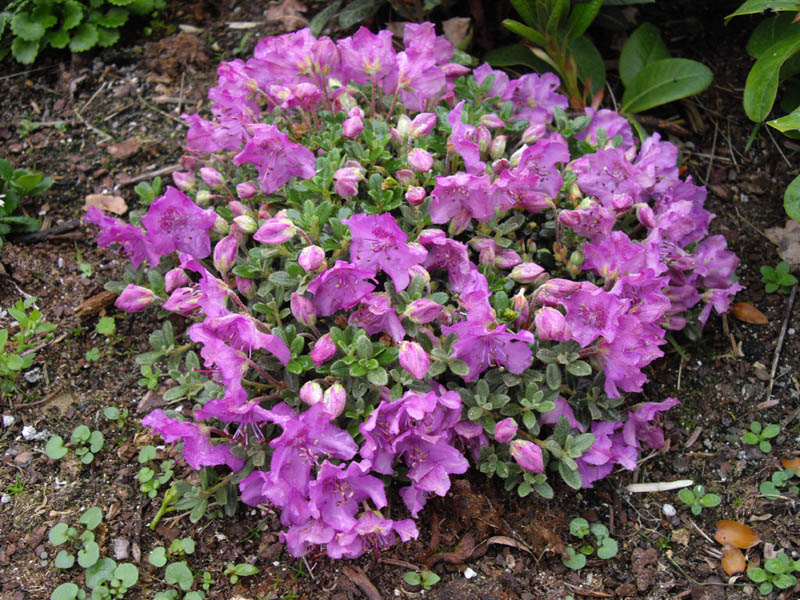
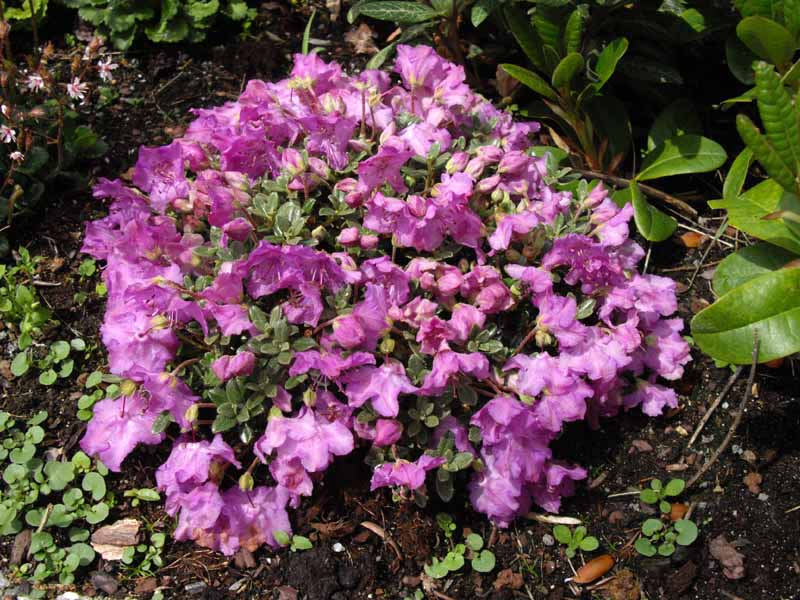
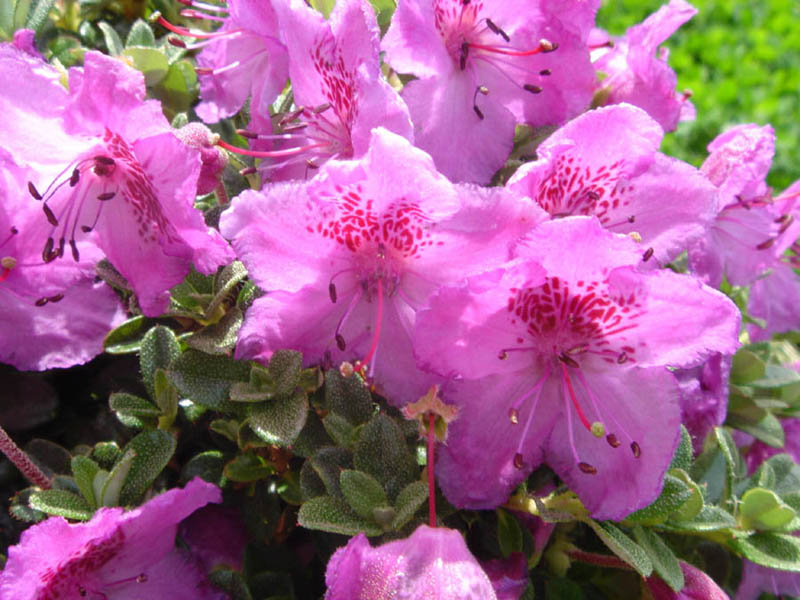